# Чакирис, Джордж
Джордж Чакирис (англ. George Chakiris, род. 16 сентября 1932) — американский танцор, певец и актёр, лауреат премии «Оскар».

## Биография
Джордж Чакирис родился в Огайо в семье греческих иммигрантов. В 1947 году, в возрасте 12 лет, он дебютировал на большом экране в фильме «Песнь любви» с Кэтрин Хепбёрн в главной роли, где исполнил небольшую роль мальчика в хоре. В юности Чакирис посещал школу танцев, а после окончания средней школы стал брать по вечерам уроки пения и драматического искусства, подрабатывая днём в одном из универмагов Лос-Анджелеса.
На протяжении 1950-х годов он появлялся в кино, как правило, в качестве танцора или хориста, во многих знаменитых голливудских картинах, среди которых «Джентльмены предпочитают блондинок» (1953), «Светлое Рождество» (1954), «Песня барабана цветов» (1961), «Короли Солнца» (1963).
Значительного успеха Джордж Чакирис достиг в 1961 году, когда за роль Бернардо в киноверсии культового бродвейского мюзикла «Вестсайдская история» актёр был удостоен премий «Оскар» и «Золотой глобус» за лучшую мужскую роль второго плана.
В 1967 исполнил роль Этьена в музыкальной мелодраме Жака Деми «Девушки из Рошфора».
Наряду с карьерой в кино, Чакирис выступал также на Бродвее, и снимался на телевидении. В начале 1960-х состоялся его музыкальный дебют, после чего он записал несколько успешных хитов. С начала 1970-х Чакирис в большей степени переместился на телевидение, где в последующие два десятилетия появился во многих популярных в те годы сериалах, среди которых «Она написала убийство» и «Санта-Барбара». В 1996 году он завершил свою актёрскую карьеру, а его новой работой стало изготовление ювелирных изделий из серебра, что некогда было его основным хобби.

## Награды
- «Оскар» (1962) — «Лучший актёр второго плана» («Вестсайдская история»)
- «Золотой глобус» (1962) — «Лучший актёр второго плана» («Вестсайдская история»)